# Donald Joseph Boomer Killick
Donald Joseph Boomer Killick (* 6. Mai 1926 in Pietermaritzburg; † 16. April 2008 in Pretoria) war ein südafrikanischer Botaniker. Sein botanisches Autorenkürzel lautet „Killick“.

## Leben
Killick war der Sohn eines methodistischen Pfarrers. Von 1940 bis 1943 besuchte er das Maritzburg College. Ab 1945 studierte er am Natal University College, das 1949 in Universität von Natal umbenannt wurde. Er erwarb zwei Bachelorabschlüsse (mit Auszeichnung) und 1950 den Master of Science mit der Prüfschrift An account of the plant ecology of the Table Mountain area of Pietermaritzburg, Natal. Für diese Arbeit erhielt er 1954 die Junior Captain Scott Memorial Medal der South African Biological Society für die beste Masterarbeit in Botanik. 
Im Jahr 1950 trat Killick in das Botanische Forschungsinstitut der Botanical Survey Section des Landwirtschaftsministeriums ein. Im September desselben Jahres führte er im Auftrag des Forstministeriums Vermessungsstudien am Cathedral Peak in den Drakensbergen von KwaZulu-Natal durch. Während des Erhebungszeitraums wechselte er zwischen Cathedral Peak für die Feldarbeit und dem National Herbarium in Pretoria für die Identifizierung der gesammelten Exemplare. 
Zu dieser Zeit arbeitete er unter der Leitung von Leslie Edward Wostall Codd, John Phillip Harison Acocks und Robert Story. Von 1954 bis 1957 war er südafrikanischer Verbindungsbeauftragter in den Royal Botanic Gardens (Kew) in London. Hier sammelte er wertvolle taxonomische Erfahrungen und hatte die Gelegenheit, viele seiner eigenen Sammlungen zu vergleichen und zu bestimmen. Nach seiner Rückkehr nach Südafrika im Jahr 1957 schloss er seine Feldarbeiten am Cathedral Peak ab. Seine Forschungsergebnisse bildeten die Grundlage für die Dissertation An account of the plant ecology of the Cathedral Peak area of the Natal Drakensberg, mit der er 1962 an der Universität von Natal promoviert wurde. 
Er begann mit der Herausgabe der Schriftenreihe Memoirs of the Botanical Survey of South Africa (heute Strelitzia) des Botanical Research Institutes und wurde Assistent von Bernard de Winter, dem damaligen Leiter der Botanical Survey Section. Von 1963 bis 1966 leitete er die Forschungsarbeiten der Botanical Survey Section und war maßgeblich für einen bedeutenden Wandel des ökologischen Ansatzes verantwortlich – von der deskriptiven (qualitativen) hin zur quantitativen Methodik, wobei insbesondere Assoziationsanalysen, parzellenlose Stichproben sowie Ordinationsverfahren durchgeführt wurden. Im Jahr 1963 wurde er mit der Verwaltung aller Forschungsprojekte des Botanischen Forschungsinstituts betraut. Anlässlich des Republikfeier 1966 gab er zusammen mit Bernard de Winter und dessen Frau Mayda die Schrift Sixty-six Transvaal trees heraus, die ein breites Interesse an einheimischen Bäumen weckte und die erste Publikation war, in der allen bekannten südafrikanischen Bäumen Nummern zugewiesen wurden. Als Reaktion auf die öffentliche Nachfrage beauftragte Reader’s Digest dieselben Autoren mit der Herausgabe einer Broschüre, in der 55 der ursprünglich 66 Bäume in gekürzter Form behandelt wurden. 
Von 1966 bis 1969 war er Forschungsleiter beim Flora Research Team des Botanischen Forschungsinstituts und führte auch persönliche taxonomische Studien durch. Band 13 der Schriftenreihe Flora of the Southern Africa war der erste Band, der vollständig von Mitgliedern des Flora Research Teams verfasst wurde. Dies waren neben Killick die Botaniker Wessel Marais, Leslie Codd, Lars Erik Kers, Hellmut R. Toelken, Judy Marsh, Otto Albrecht Leistner und Anna Amelia Obermeyer. Während dieser Zeit erstellte Killick Standardlisten mit Literaturabkürzungen, Autorenkürzeln und eine Kartei mit Fundorten von Typusexemplaren, die als Hilfsmittel für die taxonomische Praxis dienten. Von 1969 bis 1971 war er ein zweites Mal südafrikanischer Verbindungsbeauftragter in Kew. 
1973 wurde Killick zum stellvertretenden Direktor des Botanischen Forschungsinstituts befördert und übernahm die wachsende Verantwortung für die drei Institutszeitschriften Memoirs of the Botanical Survey of South Africa, The Flowering Plans of Africa und Bothalia. Von 1972 bis 1985 war er Herausgeber der Zeitschrift Bothalia. Nach seinem dreißigsten Dienstjahr am Institut erhielt er zusammen mit mehreren anderen Kollegen eine Auszeichnung für langjährige Mitarbeit. Als Denzil Edwards, stellvertretender Direktor und Leiter der Botanical Survey Section, 1982 das Institut verließ, übernahm Killick die Verwaltung des Forschungsprogramms des Instituts. 1985 gab er die redaktionelle Verantwortung für die Zeitschriften des Instituts größtenteils ab, mit Ausnahme von The Flowering Plants of Africa. Danach übernahm er zahlreiche Verwaltungsaufgaben, unter anderem die Kontrolle der Finanzen und der Jahresberichte. Am 31. März 1989 trat er in den Ruhestand. 
Einige Monate später legte er den Abschlussbericht über seine taxonomischen Studien im Rahmen des Drakensberg-Maluti Mountain Catchment Conservation Programme vor. 1990 veröffentlichte Killick sein Buch A field guide to the flora of the Natal Drakensberg. Er widmete sich nomenklatorischen Fragen und unterrichtete in Teilzeit Studenten an der Universität Pretoria in Pflanzen-Nomenklatur. Er verfasste und überprüfte wissenschaftliche Beschreibungen und erstellte Artikel sowie Tafeln für The Flowering Plants of Africa. 
Killick war darüber hinaus Mitglied des Redaktionsausschusses des Journal of South African Botany. Er überprüfte Hunderte von Forschungsarbeiten und schrieb zahlreiche entweder teilweise oder vollständig neu. Über einen Zeitraum von 36 Jahren begutachtete er auch viele Artikel für das Journal of South African Botany und das South African Journal of Botany. Killick war Betreuer oder Co-Betreuer mehrerer Master- und Doktorarbeiten, die sich mit verschiedenen Zweigen der Botanik befassten.
Killick veröffentlichte 80 Arbeiten zur Taxonomie, die von einseitigen Beschreibungen neuer Arten bis hin zu umfassenden Revisionen von Familien reichten. 
1970 revidierte er mehrere Gattungen der Kaperngewächse (Capparidaceae) in der Zeitschrift Flora of Southern Africa. 1976 verfasste er in Zusammenarbeit mit Norman Robson vom Natural History Museum, London, eine Revision der Familie Clusiaceae. Im selben Jahr folgte ein Bericht über die ehemalige Familie Flacourtiaceae (heute Salicaceae) in gemeiner Autorenschaft mit Hermann Otto Sleumer, der damals am Rijksherbarium in Leiden tätig war, in der Zeitschrift Flora of Southern Africa. In derselben Ausgabe der Flora erschien von ihm ein Artikel über die Familie Achariaceae. 
Killick war ein international anerkannter Experte auf dem Gebiet der Pflanzennomenklatur und er wurde 1974 in das Komitee für Spermatophyta der International Association for Plant Taxonomy gewählt.
Er hielt Vorträge an der Universität von Natal, im Museum of Science in Pretoria, in den Royal Botanic Gardens (Kew), an der Royal Horticultural Society in London, an der Universität Uppsala, dem Rijksherbarium in Leiden, auf den Kongressen der AETFAT in Uppsala, München und Pretoria, den Kongressen der South African Association of Botanists (SAAB) sowie 1981 auf dem 13. Internationalen Botanischen Kongress in Sydney. 
Killick war Mitglied der South African Association of Botanists, in der Association pour l’etude taxonomique d’Afrique tropicale (AETFAT), in der International Association for Plant Taxonomy (IAPT) sowie im nationalen Komitee und Taxonomie-Unterausschuss der International Union of Biological Sciences. Von 1982 bis 1985 war er Mitglied des Professional Advisory Committee for Plant Sciences des South African Council for Natural Scientists. Killick war auch Mitglied von Beratungsausschüssen des damaligen Landwirtschaftsministeriums, dem das Botanische Forschungsinstitut zu der Zeit unterstellt war. 1956 wurde er zum Fellow der Linnean Society of London gewählt. Von 1959 bis 1963 diente er als Honorarsekretär der South African Biological Society und war 1966 Präsident der Gesellschaft. 
Killick sammelte hauptsächlich in KwaZulu-Natal, insbesondere in den Bergen, vom Tafelberg im Süden bis zum Cathedral Peak in den zentralen Drakensbergen. Duplikate seiner Sammlungen aus dieser Region werden im Donald Killick Herbarium (CPF, ehemals Herbarium of the Cathedral Peak Forest Station) in Pietermaritzburg aufbewahrt. Es untersteht dem Ministerium für Umwelt und Tourismus und umfasst etwa 6000 Gefäßpflanzen, hauptsächlich aus den Drakensbergen und der Küste von KwaZulu-Natal, die von Mitarbeitern des früheren Forstministeriums gesammelt wurden. Zwischen 1958 und 1959 unternahm Killick in Begleitung von Otto Albrecht Leistner eine Sammelexpedition zum Caprivizipfel im Norden Namibias. 
Zwischen 1966 und 1969 leitete er in Zusammenarbeit mit Johannes Vahrmeijer mehrere Sammelexpeditionen in die südlichen Drakensberge. Im Jahr 1977 führte er eine Expedition nach Zentral-Lesotho durch, an der mehrere Mitarbeiter des Botanischen Forschungsinstituts sowie Robert Magill, Bryologe und Tropicos-Gründer am Missouri Botanical Garden, teilnahmen. Im Februar 1984 sammelte er zusammen mit Magill und Jacques van Rooy, Bryologe am Botanischen Forschungsinstitut, auf der Spitze des Sanipasses. Im Dezember desselben Jahres kehrte er in Begleitung von Rosemary Holcroft, die Zeichnungen für einen geplanten Führer über die Flora der Drakensberge anfertigte, und Jacques van Rooy, der Moose sammelte, in das Gebiet des Cathedral Peak zurück. Kurz vor seiner Pensionierung unternahm er eine Expedition in das Hochland von Lesotho in Begleitung von Mitarbeitern des Instituts sowie von Bruce J. Hargreaves, der zu der Zeit an der Universität Rom tätig war, und einem Beamten des Landwirtschaftsministeriums von Lesotho. 1994 besuchte er zum letzten Mal Zentral-Lesotho, begleitet von seiner Frau Berenice und der Bryologin Sarie Magdalena Perold (1928–2011), die nach einem neuen Lebermoos suchte, das in der Nähe des Oxbow-Damms wächst und das sie unter dem Namen Cryptomitrium oreades erstbeschrieb. 
Insgesamt beschrieb Killick 24 neue Arten und veröffentlichte elf neue Kombinationen. Drei Arten wurden ihm zu Ehren benannt: Carex killickii Nelmes, Festuca killickii Kenn.-O’Byme sowie die fossile Farnart Asterotheca killickii H. M. And. & J. M. And. 2008 wurde die Gattung Killickia nach ihm benannt.

## Privates
Killick war mit Berenice Boegman verheiratet, die er kennenlernte, als sie am Botanischen Forschungsinstitut beschäftigt war. Aus dieser Ehe gingen die Söhne Stephen und Michael hervor. Im April 2008 starb er an den Folgen eines Kreislaufversagens.